# Exilisciurus whiteheadi
Exilisciurus whiteheadi är en däggdjursart som först beskrevs av Thomas 1887. Den ingår i släktet Exilisciurus och familjen ekorrar. IUCN kategoriserar arten globalt som livskraftig. Inga underarter finns listade.

## Beskrivning
En liten men robust byggd ekorre med ovansidans päls lång och finspräcklig i mörkt gråbrunt och svart. Bukpälsen är något ljusare. Svansen är otydligt randig i mörkt orangebrunt och svart. Öronen har tydliga, ljusa tofsar med en längd av minst 2 cm. Kroppslängden är mellan 8 och 9 cm, ej inräknat den 6,5 till 7 cm långa svansen. Vikten är omkring 20 g.
Denna ekorre förekommer på nordvästra till centrala Borneo i den indonesiska provinsen Kalimantan Timur (på centrala Borneo österut), de två malaysiska delstaterna Sabah och Sarawak samt Brunei. Eventuellt kan den även finnas i provinsen Kalimantan Barat (från centrala Borneo västerut).

## Ekologi
Arten är dagaktiv, och vistas i bergsskogar upp till 3 000 meter över havet, samt i Dipterocarpus-skogar upp till 1 200 meter. Den föredrar små till medelstora träd, men undviker inte helt större. Arten klättrar gärna på trädstammarna. Den har vid något tillfälle observerats i sumpig skog.
Dieten är osäker; vissa auktoriteter beskriver artens föda som i huvudsak animalisk, med tonvikt på insekter och då främst myror, och endast till mindre del bestående av frukter och andra växtdelar. Andra beskriver den som en växtätare som framför allt lever på mossor och lavar.